# هنتر لان
هنتر لان (بالإنجليزية: Hunter Lane)‏ هو لاعب كرة قاعدة أمريكي، ولد في 20 يوليو 1900 في بولاسكي في الولايات المتحدة، وتوفي في 12 سبتمبر 1994 في ممفيس في الولايات المتحدة.

## وصلات خارجية
- هنتر لان على موقعبيزبول رفرنس.كوم (الدوري الرئيسي) (الإنجليزية)